# The Million Dollar Bashers
The Million Dollar Bashers est un supergroupe formé à l'occasion du film biographique I'm Not There de Todd Haynes sur Bob Dylan.

## Composition du groupe
Ce groupe est composé de :
- Lee Ranaldo et Steve Shelley (chant/guitare et batterie - Sonic Youth)
- Nels Cline (guitare - Wilco)
- Tom Verlaine (chant/guitare - Television)
- Tony Garnier (basse - Bob Dylan)
- Smokey Hormel (guitariste)
- John Medeski (clavier)

Ils accompagnent sur la bande originale de ce film Eddie Vedder (Pearl Jam), Stephen Malkmus (Pavement) et Karen O (Yeah Yeah Yeahs) pour interpréter des reprises de Dylan.